# موتوهیرو تاکامورا
موتوهیرو تاکامورا (ژاپنی: 高村 元洋؛ زادهٔ ۱۱ سپتامبر ۱۹۷۳) یک بازیکن فوتبال اهل ژاپن است.
از باشگاه‌هایی که در آن بازی کرده‌است می‌توان به باشگاه فوتبال اوراوا رد دیاموندز اشاره کرد.